# Charles Friedek
Charles Michael Friedek (ur. 26 sierpnia 1971 w Gießen) – niemiecki lekkoatleta, trójskoczek.
W 1999 został mistrzem świata, uzyskując wynik 17,59 m. W tym samym roku wywalczył tytuł halowego mistrza świata z wynikiem 17,18 m. W 2002 zdobył srebrny medal mistrzostw Europy z wynikiem 17,33 m. Ma w swoim dorobku także dwa medale halowych mistrzostw Europy: srebrny z 1998 i złoty z 2000.
Trzykrotnie uczestniczył w igrzyskach olimpijskich (1996, 2000, 2004), w żadnym ze startów nie zdobył medalu.
Ośmiokrotnie był mistrzem Niemiec na otwartym stadionie (1996-2000, 2002, 2005, 2008) i ośmiokrotnie w hali (1996-2000, 2004, 2008, 2009).